# Samed Ali Kaya
Samed Ali Kaya (* 10. September 1995 in Tomarza) ist ein türkischer Fußballspieler.

## Karriere
Kaya spielte in der Nachwuchsabteilung von Çukurova Belediye GSK und wechselte 2008 in die Jugend von Adana Gençlerbirliği. Bei diesem Amateurverein wurde er im Laufe der Saison 2010/11 in den Kader der 1. Männermannschaft aufgenommen und in der Bölgesel Amatör Lig, der fünfthöchsten türkischen Spielklasse, eingesetzt. Am Saisonende wechselte er dann zu Kayserispor. Hier spielte er entweder für die Reservemannschaft des Vereins oder wurde an Vereine der unteren Ligen ausgeliehen.
Für die Saison 2015/16 lieh ihn sein Klub an den Zweitligisten Kayseri Erciyesspor aus. Zur nächsten Winterpause kehrte er zu Kayserispor zurück und spielte für die Reservemannschaft des Vereins. Zur Saison 2016/17 wechselte Kaya in die 4. Lig zu Erzin Belediyespor. Dort erzielte er in 34 Spielen 16 Tore und wechselte nach Ende der Saison in die 3. Liga zu Menemen Belediyespor. Kaya konnte seine Leistung hier ein weiteres Mal verbessern, in 35 Ligaspielen machte der Stürmer 25 Tore.
Im Sommer 2018 ging er zu Göztepe Izmir in die Süper Lig. Für die Rückrunde der Saison 2018/19 wurde er an den Ligarivalen Büyükşehir Belediye Erzurumspor und für die Saison 2019/20 an Adana Demirspor ausgeliehen.